# كاروي ديتز
كاروي ديتز (بالمجرية: Dietz Károly)‏ (مواليد 21 يوليو 1885) هو لاعب كرة قدم. يلعب مع منتخب المجر لكرة القدم. سبق له أن لعب في كأس العالم لكرة القدم مع منتخب بلاده.

## روابط خارجية
- كاروي ديتز على موقع عالم كرة القدم.نت (الإنجليزية)